# Pont del Ferrocarril a França sobre l'Onyar
El Pont del Ferrocarril a França sobre l'Onyar és un pont fluvial del municipi de Girona que forma part de l'Inventari del Patrimoni Arquitectònic de Catalunya.

## Descripció
És un pont metàl·lic que travessa el riu Onyar en la seva sortida de la ciutat. Compost per dues bigues caixó d'1,746 m. d'ample i 2,450 m d'alçada cada una, que representen les dues vies. Barana tipus malla i un pilar al mig del pont, de pedra i amb 2 articulacions metàl·liques al seu damunt. La llargada dels dos trams de via són: 40,4 i 36,8 m.
El 1975 es substitueix un pont anterior de formigó per aquest.